# Falcatifolium falciforme
Espèce
Statut de conservation UICN

 NT  : Quasi menacé
Falcatifolium falciforme est une espèce d'arbres à feuilles persistantes du genre Falcatifolium et de la famille des Podocarpaceae.

## Description
Falcatifolium falciforme peut atteindre une hauteur de 1,5 à 12 mètres. Parfois, on trouve dans les forêts des arbres de 35 à 40 m de haut avec un tronc à croissance monopodiale d'un diamètre à hauteur de poitrine allant jusqu'à 80 centimètres et une couronne plus ou moins ouverte. L'écorce du tronc est brun foncé, brun gris sous l'influence du temps, lisse et craquelée et écailleuse seulement chez les grands arbres. L'écorce est fibreuse, brun grisâtre et, en cas de blessure, sécrète une résine rouge et un jus rouge.
Deux types de feuilles sont formés : des écailles et des aiguilles. Les écailles se développent sur les pousses principales et à la base des pousses latérales plus ou moins formées. Elles sont d'une forme pointue à lancéolée et mesurent de 4 à 6 millimètres de long et 1 à 2 mm de large. Elles se développent parfois en petites feuilles. Les aiguilles sur les semis sont significativement plus grandes chez les arbres plus âgés. Elles sont linéaires-lancéolées ou plus souvent en forme de croissant coudé, lors de l'éclosion roses à violet-rouge et plus tard vert brillant des deux côtés. Elles sont courtes, longues de 10 à 12 cm, s'élargissent rapidement de la base rapidement avant le milieu de la feuille à 10 à 12 12 mm, puis, courbées vers l'avant, convergent vers l'extrémité aiguisée. La nervure médiane est mince et à peine surélevée des deux côtés de la feuille, allant de la base à la pointe. À l'ombre, les feuilles des arbres plus âgés sont en forme de croissant ou plus souvent en forme de S, de 3 à 7 mm de long et de 5 à 9 mm de large et convergent vers l'extrémité aiguisée. La nervure médiane n'est pas ou à peine élevée. Les feuilles exposées au soleil sont beaucoup plus petites, même sur une branche de taille très différente, de 0,6 habituellement 2 à 4 cm de long et de 2 habituellement de 4 à 8 mm de large. Les feuilles les plus courtes convergent vers la base et la pointe généralement plus vite que les feuilles qui poussent à l'ombre, sinon la forme est similaire ou légèrement moins incurvée. Sur les deux côtés de la feuille, de nombreuses lignes de stomate sont formées, allant de la base vers le haut.
Les strobiles poussent seuls ou en groupes sur des pousses axillaires ou parfois terminales. Ils mesurent de 2 à 4 cm de long et de 2,5 à 3,5 mm de large. Les microsporophylles ont deux étamines et une pointe pointue au-dessus.
Les cônes de graines poussent individuellement sur des pousses axillaires courtes avec des feuilles écaillées pointues. Le podocarpium mesure 4 à 6 mm de long et gonfle jusqu'à maturité jusqu'à une épaisseur de 10 à 12 mm, devient succulent et orange à rouge clair. Chaque cône ne mûrit qu'une graine en forme d'œuf, en croissance oblique, légèrement aplatie, de 6 à 7 mm de long, le côté montre deux arêtes. Les graines sont d'abord vertes et virent au violet à noire lors de la maturité.

## Distribution
L'aire de répartition naturelle de Falcatifolium falciforme est Bornéo, Lingga et la péninsule malaise, à une hauteur de 300 à 2 100 m. Il peut supporter des températures minimales annuelles moyennes comprises entre -1,1 et +4,4 degrés Celsius. Souvent, l'espèce pousse sur les chaînes de montagnes, où les forêts sont déjà clairsemées et petites. Dans cet environnement, Falcatifolium falciforme pousse comme un arbre atteignant 12 m de haut avec Dacrydium elatum et Dacrycarpus imbricatus. On le trouve également dans des sous-bois des Kerangas, dans des forêts ouvertes sur des sables blancs appauvris (podzosol), en compagnie de Agathis borneensis, Sundacarpus amarus, Nageia wallichiana et Dacrycarpus imbricatus comme arbres dominants. Dans les plaines et dans la transition vers les couches montagneuses sur des sols riches en nutriments, il peut aussi pousser dans les forêts tropicales comme un grand arbre. Cependant, ces grands arbres sont rares et seulement très dispersés.
L'espèce est répandue et abondante, au moins en haute altitude, mais les sols à basse altitude et riches en nutriments sont menacés par l'abattage des arbres et la conversion des forêts en terres agricoles, comme les plantations de palmiers à huile (Elaeis guineensis). Cependant, le déclin des stocks n'est pas assez important pour classer l'espèce vulnérable. L'espèce pousse également dans plusieurs aires protégées.

## Phytonymie
Falcatifolium falciforme est d'abord décrit en 1868 sous le basionyme de Podocarpus falciformis par Filippo Parlatore. David John de Laubenfels établit le genre Falcatifolium en 1969.

## Utilisation
Les arbres les plus gros, très rares, de l'espèce sont commercialisés en dehors des zones protégées avec d'autres membres du genre Podocarpus, Dacrycarpus, Dacrydium ou Phyllocladus et vendus sous le nom de Sempilor. Le bois des espèces de Falcatifolium est léger et facile à travailler, il est utilisé comme bois de construction léger, pour fabriquer des portes, des fenêtres, des meubles, des panneaux, des matériaux d'emballage et des mâts de bateau. Cependant, il n'est pas très résistant et donc inadapté lorsqu'il est exposé aux intempéries de façon permanente. Peu de spécimens sont cultivés dans des jardins botaniques tropicaux.

## Source de la traduction
- (de) Cet article est partiellement ou en totalité issu de l’article de Wikipédia en allemand intitulé « Falcatifolium falciforme » (voir la liste des auteurs).